# Christian Rasmussen (pilote automobile)
Christian Rasmussen, né le 29 juin 2000 à Copenhague, est un pilote automobile danois,. En 2025, il est engagé en IndyCar Series avec Ed Carpenter Racing dans la Chevrolet n°21.

## Carrière

### Formules de promotion
En 2016, Rasmussen a participé au championnat danois de Formule Ford avec Frederichsen Sport, terminant deuxième avec cinq victoires et quinze podiums. Il est ensuite passé au championnat du Danemark de F4 (Nordic 4) avec Magnussen Racing Experience, où il a fini troisième après deux victoires et douze podiums.
En 2018, il a rejoint les États-Unis pour courir en Formule 4 avec Jay Howard's Motorsports Driver Development. Il a terminé troisième du championnat avec cinq victoires et huit podiums.
Pour la saison 2019, Rasmussen a continué avec l'équipe Jay Howard Driver Development et a participé au championnat U.S. F2000. Il a terminé troisième au classement général après avoir remporté trois courses. L'année suivante, il est resté dans la compétition et a remporté le championnat en s'imposant dans plus de la moitié des courses. Il a assuré son titre au New Jersey Motorsports Park, deux épreuves avant la fin de la saison. Au total, il a gagné neuf courses, dont les six premières de l'année, décroché huit pole positions et terminé dix fois sur le podium.
En vue de la saison 2021, Rasmussen est resté avec Jay Howard Driver Development et a participé à l'Indy Pro 2000 Championship. Il a remporté le titre en s'imposant sept fois, en décrochant deux pole positions et en montant douze fois sur le podium,.
Le 6 décembre 2021, il a été annoncé que le Danois participerait à l'Indy Lights avec Andretti Autosport en 2022. Il a terminé sixième du classement général après avoir remporté deux courses à Road America et Laguna Seca. Pour la saison 2023, il a poursuivi en Indy NXT avec HMD Motorsports et Dale Coyne Racing. Cette saison-là, il a remporté le championnat grâce à cinq victoires, cinq pole positions et huit podiums.

## IndyCar Series

### 2024
Le 25 octobre 2023, il a été annoncé que Rasmussen piloterait un programme partiel pour l'équipe Ed Carpenter Racing dans la voiture n°20, y compris les 500 miles d'Indianapolis, où il piloterait une troisième entrée pour l'équipe,. Pour sa première dans la catégorie reine américaine, le danois termine dix-neuvième du Grand Prix de St. Petersburg. Pour son deuxième Grand Prix, il est contraint d'abandonner au quatorzième tour, après un accident au virage 4. Par la suite, il termine à la 24e place du Grand Prix d'Alabama. Il termine le championnat à la 22e position avec 163 points.

### 2025
Pour la saison 2025, il reste chez Ed Carpenter Racing au coté de Alexander Rossi. Pour le Grand Prix inaugural, il se qualifie en 24e position. Après une remontée dans le peloton, il franchit la ligne d'arrivée en quinzième position.

## Résultats en Karting
| Saison | Championnat                  | Ecurie         | Classement |
| ------ | ---------------------------- | -------------- | ---------- |
| 2014   | NEZ Cup — KFJ                |                | 20e        |
| 2014   | Danish Championship — KFJ    |                | 17e        |
| 2015   | NEZ Championship — KFJ       |                | 3e         |
| 2015   | Danish Championship — KFJ    |                | 3e         |
| 2015   | Trofeo Andrea Margutti — KFJ | RS Competition | 21e        |

## Résultats sportif

### Sommaire en carrière
| Saison | Championnats                            | Ecurie                                      | Courses | Vic. | Poles | M/Tours | Podiums | Points | Position |
| ------ | --------------------------------------- | ------------------------------------------- | ------- | ---- | ----- | ------- | ------- | ------ | -------- |
| 2016   | Championnat de Formule Ford danoise     | Frederichsen Sport                          | 20      | 5    | 0     | 4       | 15      | 332    | 2e       |
| 2017   | Championnat du Danemark de Formule 4    | Magnussen Racing Experience                 | 21      | 2    | 1     | 3       | 12      | 292    | 3e       |
| 2018   | Championnat des États-Unis de Formule 4 | Jay Howard's Motorsports Driver Development | 17      | 5    | 1     | 4       | 8       | 196    | 3e       |
| 2019   | U.S. F2000 National Championship        | Jay Howard Driver Development               | 15      | 3    | 1     | 4       | 7       | 282    | 3e       |
| 2020   | U.S. F2000 National Championship        | Jay Howard Driver Development               | 17      | 9    | 8     | 7       | 10      | 394    | 1er      |
| 2021   | Indy Pro 2000 Championship              | Jay Howard Driver Development               | 18      | 7    | 2     | 8       | 12      | 445    | 1er      |
| 2022   | Indy Lights                             | Andretti Autosport                          | 14      | 2    | 1     | 2       | 5       | 440    | 6e       |
| 2022   | WeatherTech SportsCar - LMP2            | Era Motorsport                              | 1       | 0    | 0     | 0       | 0       | 285    | 19e      |
| 2023   | Indy NXT                                | HMD Motorsports with Dale Coyne Racing      | 14      | 5    | 5     | 5       | 8       | 539    | 1er      |
| 2023   | WeatherTech SportsCar - LMP2            | Era Motorsport                              | 4       | 0    | 0     | 1       | 2       | 926    | 11e      |
| 2024   | IndyCar Series                          | Ed Carpenter Racing                         | 14      | 0    | 0     | 0       | 0       | 163    | 22e      |
| 2024   | WeatherTech SportsCar - LMP2            | Era Motorsport                              | 1       | 1    | 0     | 0       | 1       | 370    | 37e      |
| 2025   | IndyCar Series                          | Ed Carpenter Racing                         | 1       | 0    | 0     | 0       | 0       | 15     | 15e      |
| 2025   | WeatherTech SportsCar - LMP2            | AO Racing                                   | 1       | 0    | 0     | 0       | 0       | 285    | 5th*     |

* Saison en cours.

#### Indy Lights/Indy NXT
(Les courses en gras indiquent une pole position) (les courses en italique indiquent un meilleur tour) (Les courses avec un L indique qu'au moins un tour fut passé en tête et * s'il en a mené le plus) 
| Saison | Ecurie                                 | 1        | 2       | 3      | 4     | 5      | 6      | 7       | 8       | 9       | 10    | 11      | 12    | 13    | 14      | Classement | Points |
| ------ | -------------------------------------- | -------- | ------- | ------ | ----- | ------ | ------ | ------- | ------- | ------- | ----- | ------- | ----- | ----- | ------- | ---------- | ------ |
| 2022   | Andretti Autosport                     | STP 12L* | ALA 11  | IMS 4L | IMS 2 | DET 13 | DET 13 | RDA 1L* | MDO 4   | IOW 2   | NSH 5 | GTW 12  | POR 7 | LAG 2 | LAG 1L* | 6e         | 440    |
| 2023   | HMD Motorsports with Dale Coyne Racing | STP 4    | BAR 1L* | IMS 5  | DET 9 | DET 2  | RDA 19 | MDO 3L* | IOW 1L* | NSH 1L* | IMS 6 | GMP 1L* | POR 5 | LAG 2 | LAG 1L* | 1er        | 539    |

#### IndyCar Series
(Les courses en gras indiquent une pole position) (les courses en italique indiquent un meilleur tour) 
| Saison | Ecurie              | Chassis      | No. | Moteur    | 1      | 2       | 3      | 4      | 5      | 6       | 7      | 8      | 9      | 10    | 11  | 12  | 13     | 14  | 15     | 16     | 17     | 18     | Position | Points | Ref    |
| ------ | ------------------- | ------------ | --- | --------- | ------ | ------- | ------ | ------ | ------ | ------- | ------ | ------ | ------ | ----- | --- | --- | ------ | --- | ------ | ------ | ------ | ------ | -------- | ------ | ------ |
| 2024   | Ed Carpenter Racing | Dallara DW12 | 20  | Chevrolet | STP 19 | THE DNQ | LBH 27 | ALA 24 | IMS 20 |         | DET 27 | ROA 20 | LAG 13 | MDO 9 | IOW | IOW | TOR 27 | GTW | POR 26 | MIL 11 | MIL 16 | NSH 14 | 22e      | 163    | [ 23 ] |
| 2024   | Ed Carpenter Racing | Dallara DW12 | 33  | Chevrolet |        |         |        |        |        | INDY 12 |        |        |        |       |     |     |        |     |        |        |        |        | 22e      | 163    | [ 23 ] |
| 2025   | Ed Carpenter Racing | Dallara DW12 | 21  | Chevrolet | STP 15 | THE     | LBH    | ALA    | IMS    | INDY    | DET    | GTW    | ROA    | MDO   | IOW | IOW | TOR    | LAG | POR    | MIL    | NSH    |        | 15e*     | 15*    | [ 24 ] |

### Résultats en WeatherTech SportsCar
(Les courses en gras indiquent une pole position) (les courses en italique indiquent un meilleur tour) 
| Saison | Ecurie         | Catégorie | Voiture  | Moteur                | 1      | 2     | 3   | 4     | 5   | 6   | 7     | Position | Points |
| ------ | -------------- | --------- | -------- | --------------------- | ------ | ----- | --- | ----- | --- | --- | ----- | -------- | ------ |
| 2022   | Era Motorsport | LMP2      | Oreca 07 | Gibson GK428 4.2 L V8 | DAY    | SEB   | LGA | MDO   | WGL | ELK | PET 5 | 19e      | 285    |
| 2023   | Era Motorsport | LMP2      | Oreca 07 | Gibson GK428 4.2 L V8 | DAY 9† | SEB 3 | LGA | WGL 2 | ELK | IMS | PET 5 | 11e      | 926    |
| 2024   | Era Motorsport | LMP2      | Oreca 07 | Gibson GK428 4.2 L V8 | DAY 1  | SEB   | WGL | MOS   | ELK | IMS | PET   | 37e      | 370    |
| 2025   | AO Racing      | LMP2      | Oreca 07 | Gibson GK428 V8       | DAY 5  | SEB   | WGL | MOS   | ELK | IMS | PET   | 5e*      | 285*   |

† Les points sont uniquement distribué pour la Michelin Endurance Cup, et non le championnat LMP2.
* Saison en cours.